# Mathilde van Savoye (1390-1438)

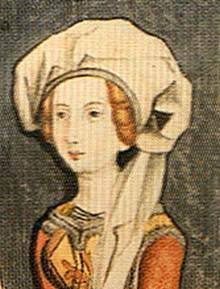
Mathilde van Savoye.

Mathilde van Savoye (circa 1390 – Germersheim, 4 mei 1438) was van 1417 tot 1436 keurvorstin van de Palts. Ze behoorde tot het huis Savoye.

## Levensloop
Mathilde was de dochter van heer Amadeus van Piëmont en Catharina van Genève, dochter van graaf Amadeus III van Genève. Ze werd al vroeg wees; haar vader stierf in 1402, haar moeder vijf jaar later. Daarna stond ze onder de voogdij van haar oom Lodewijk van Piëmont.
In 1409 kreeg ze van haar kinderloze tante Blanche van Genève de aanspraken op het graafschap Genève toegewezen, dat bestuurd werd door graaf Amadeus VIII van Savoye. Mathildes claims werden ondersteund door keizer Sigismund. Uiteindelijk stelde Amadeus VIII aan Mathildes voogd Lodewijk voor om haar rechten op Genève voor 70.000 gouden florijnen over te kopen. Deze opportuniteit werd geaccepteerd en op 11 januari 1417 werd het koopcontract tussen Mathilde en Amadeus VIII ondertekend.
Op 2 januari van dat jaar werd er een huwelijkscontract ondertekend tussen Mathilde en keurvorst Lodewijk III van de Palts. Hierbij moest zij een bruidsschat van 60.000 florijnen betalen. Op 30 november 1417 vond hun huwelijk plaats in Pinerolo. Ze kregen vijf kinderen:
- Mathilde (1419-1482), huwde in 1434 met graaf Lodewijk I van Württemberg-Urach en in 1452 met hertog Albrecht VI van Oostenrijk
- Lodewijk IV (1424-1449), keurvorst van de Palts
- Frederik I (1425-1476), keurvorst van de Palts
- Ruprecht (1427-1480), aartsbisschop van Keulen
- Margaretha (1428-1466), zuster in de abdij van Liebenau

In mei 1438 stierf Mathilde van Savoye, twee jaar na het overlijden van haar echtgenoot. Ze werd bijgezet in de Heilige Geestkerk van Heidelberg.